# Torymus coeruleus
Torymus coeruleus är en stekelart som först beskrevs av William Harris Ashmead 1881.  Torymus coeruleus ingår i släktet Torymus och familjen gallglanssteklar. Inga underarter finns listade i Catalogue of Life.